# Warhammer Online: Age of Reckoning
Warhammer Online: Age of Reckoning (oficialmente abreviado como WAR) foi um MMORPG (Massively Multiplayer Online Role-Playing Game)  baseado no jogo Warhammer Fantasy Roleplay da Games Workshop. Desenvolvido pela Mythic Entertainment. O jogo foi encerrado em 18 de Dezembro de 2013.

## Introdução
A guerra está por toda parte em Warhammer Online: Age of Reckoning ® (WAR), o novo MMORPG dos mesmos criadores de Dark Age of Camelot. WAR tem as características da geração Realm vs Realm ™ jogabilidade que você vai mergulhar em um mundo de conflito perpétuo para os próximos anos.
Declare sua lealdade e se junte a centenas de milhares de heróis poderosos, em campos de batalha de Warhammer Online: Age of Reckoning para vivenciar a natureza épica da guerra. Entre em um mundo de fantasia em que os exércitos da Ordem (Anões, High Elves e Empire) e Destruição (Greenskins, Dark Elves e Chaos) colidem para determinar o destino das nações.

## Facções
Warhammer Online: Age of Reckoning é baseado em Realm vs Realm (RvR) com duas facções: Order (Ordem) e Destruction (Destruição). Cada facção contém 3 raças diferentes e cada uma delas tem 4 Carreiras a sua escolha. Algumas carreiras são possíveis somente escolhas de sexo masculino e outras somente sexo feminino.

## Tabela
| Facção      | Raças      | Tank                      | Melee DPS               | Ranged DPS          | Healer             |
| ----------- | ---------- | ------------------------- | ----------------------- | ------------------- | ------------------ |
| Order       | Dwarfs     | Ironbreaker               | Slayer (Male Only)      | Engineer            | Runepriest         |
| Order       | The Empire | Knight of the Blazing Sun | Witch Hunter            | Bright Wizard       | Warrior Priest     |
| Order       | High Elves | Swordmaster               | White Lion              | Shadow Warrior      | Archmage           |
| Destruction | Greenskins | Black Orc                 | Choppa                  | Goblin Squig Herder | Goblin Shaman      |
| Destruction | Chaos      | Chosen (Male Only)        | Marauder (Male Only)    | Magus               | Zealot             |
| Destruction | Dark Elves | Black Guard               | Witch Elf (Female Only) | Sorceress/Sorcerer  | Disciple of Khaine |

## Raças
- HighElves (Order) vs DarkElves (Destruction)
- Humans (Order) vs Chaos (Destruction)
- Dwarves (Order) vs GreenSkins (Destruction)

## Classes

### Order
- HighElves: Sword Master, White Lion, Arch Mage, Shadow Warrior
- Human: Warrior Priest, Bright Wizard, Witch Hunter, Knight of the Blazing Sun
- Dwarves: Rune Priest, Iron Breaker, Engineer, Slayer

### Destruction
- DarkElves: Disciple of Khaine, Witch Elf (somente sexo feminino), Sorcerer, Black Guard
- Chaos: Marauder, Chosen, Zealot, Magus

- Greenskins: Black Orc, Squig Hearger, Shaman, Choppa

## Especificações do Jogo
Editora: Eletronic Arts.
Desenvolvedor: Mythic Entertainment.
Lançamento: Setembro/2008.
Categoria: Massively Multiplayer Online Role-Playing Game (MMORPG).

### Requisitos Mínimos
Para Windows XP 
• Processador P4 2.5 GHz ou equivalente 
• 1 Gigabyte de RAM 
• Placa de vídeo 128 MB com suporte a Pixel Shader 2.0 
• 15 GB de espaço livre no disco rígido*
Para Windows Vista 
• Processador P4 2.5 GHz ou equivalente 
• 2 Gigabytes de RAM 
• Placa de vídeo 128 MB com suporte a Pixel Shader 2.0 
• 15 GB de espaço livre no disco rígido*
Placas de vídeo suportadas: 
ATI Radeon™ Séries: 9500, 9600, 9800, X300,X600, X700, X800, X850, X1300, X1600, X1800, X1900, X1950, 2400, 2600, 2900, 3650, 3850,3870, 4850, 4870. NVIDIA GeForce Séries: FX 5900, FX 5950, 6600, 6800, 7600, 7800, 7900, 7950, 8400, 8500, 8600, 8800, 9400, 9500, 9600, 9800, GTX 260, GTX 280.